# Enric III d'Avaugour
Enric III d'Avaugour (nascut el 1247 i mort el 21 de novembre de 1301) fou senyor d'Avaugour, fill (i successor el 1267) d'Alan II d'Avaugour i de Clemència de Beaufort senyora de Dinan.
Després de l'espoliació de les que el seu avi i el seu pare havien estat víctimes el seu patrimoni bretó s'havia reduït a la petita baronia d'Avaugour a Goëlo. Per contre, fora de Bretanya, fou baró de Mayenne i senyor de L'Aigle.

## Matrimoni i descendència
El 1270 es va casar amb Maria de Brienne dita de Beaumont, senyora de Margon prop de Nogent-le-Rotrou, morta el 13 de març de 1329 i enterrada al convent dels franciscans de Guingamp, que li va donar una nombrosa progenitura:
- Enric IV d'Avaugour, el seu successor el 1301.
- Joan, nascut el 1291 i mort el 8 de maig de 1340 bisbe de Saint-Brieuc el 1320, transferit a Dol-de-Bretagne el 25 d'abril de 1328.
- Guillem, citat el 1332
- Agnès, morta jove el 1288
- Blanca, casada abans del març del 1312, amb Guillem d'Harcourt senyor de La Saussaye (mort el 1327) i després religiosa a Maubuisson
- Margarida, casada el 1296 (capítols) i 16 de març de 1297 (articles addicionals als capítols) amb Guillem V Paynel, baró de Hambye.
- Maria (morta abans de 1340), casada el 1313 (capítols) amb Jean Tesson senyor de La-Roche-Tesson al Cinglais (decapitat a les Halles de París el 3 d'abril de 1344).
- Joana, casada vers 1315 amb Joan Crespin, baró de Dangu.
- Clemència, dama de Correc el 1343.
- Lluca, religiosa a Maubuisson
- Elionor, religiosa a Maubuisson

Fou enterrada a la necròpolis del convent dels franciscans de Dinan.